# Top Gear (TV-serie, 2002)
Top Gear är ett Emmy-vinnande brittiskt underhållningsprogram inriktat mot motorvärlden, främst bilar. Serien leddes länge av Jeremy Clarkson, Richard Hammond och James May, samt den anonyme testföraren The Stig. Under deras tid fick motorprogrammet rykte om sig att vara provokativt, humoristiskt och lättsamt. Den första säsongen leddes av Clarkson, Hammond och Jason Dawe. Den sistnämnde fick efter bara en säsong lämna plats för James May. År 2015 fick Jeremy Clarkson lämna programmet efter att ha slagit en producent. Även Hammond och May beslutade kort därefter att lämna programmet. Clarkson, Hammond och May skrev sedermera ett avtal med Amazon och har sedan 2016 lett motorprogrammet The Grand Tour, tillgängligt på Amazon Prime Video.
Den tjugotredje säsongen av Top Gear som hade premiär 2016 leddes av Matt LeBlanc, Chris Evans, Rory Reid, Sabine Schmitz, Chris Harris och Eddie Jordan. Säsongen fick negativ kritik, och Evans valde att lämna sitt uppdrag som programledare efter en säsong. LeBlanc ledde följande tre säsonger tillsammans med Reid och Harris. Från och med den tjugosjunde säsongen har programmet letts av Chris Harris, Andrew Flintoff och Paddy McGuinness.

## Återkommande inslag
Vissa inslag återkommer varje avsnitt, som ”stjärna i en rimligt prissatt bil”-inslaget, medan andra, som Cool Wall, förekommer mer sällan.

### Stjärna i rimligt prissatt bil
Varje vecka kommer en gäst (vid enstaka tillfällen flera gäster) som intervjuas och tävlar med varandra om att vara snabbast runt programmets testbana med en "rimligt prissatt bil". Varvet körs på tid och hamnar på en topplista över de snabbaste gästerna. Formel 1-förare har en egen lista och placeras alltså inte på samma som de övriga gästerna.
Mellan säsong 1 och 7 användes en Suzuki Liana värd £ 9 995. Snabbaste icke-professionella föraren i denna bil var Ellen MacArthur på 1:46.7. Detta är även den bil som fortfarande används för F1-förarna. Den snabbaste av dessa är för tillfället (mars 2014) Lewis Hamilton.
Mellan säsong 8 och 14 användes en Chevrolet Lacetti. Snabbast i denna bil var Jay Kay som kom runt på tiden 1:45.83. I första avsnittet av säsong 15 begravdes bilen under två stycken 168 meter (550 fot) höga skorstenar tillhörande Lafarge Cement’s Northfleet Works då dessa skulle rivas.
Från säsong 15 till 19 används en Kia Cee’d, som envist benämns som ”Cee apostrof D” (eng. ’’Cee Apostrophe D’’). Snabbast i denna var Matt LeBlanc på 1:42.1.
I första avsnittet av säsong 20 presenterades 1.6 Line Tech Vauxhall Astra som den nya rimligt prissatta bilen. Snabbast efter säsong 21 var Aaron Paul.

### Uppdrag
Programledarna utsätts också för olika uppdrag där de, till exempel, ska införskaffa varsitt fordon för en viss summa pengar och sedan bygga om bilen, för att sedan tävla i olika grenar för att se vilken bil som presterade bäst och vem som gjorde det bästa köpet.

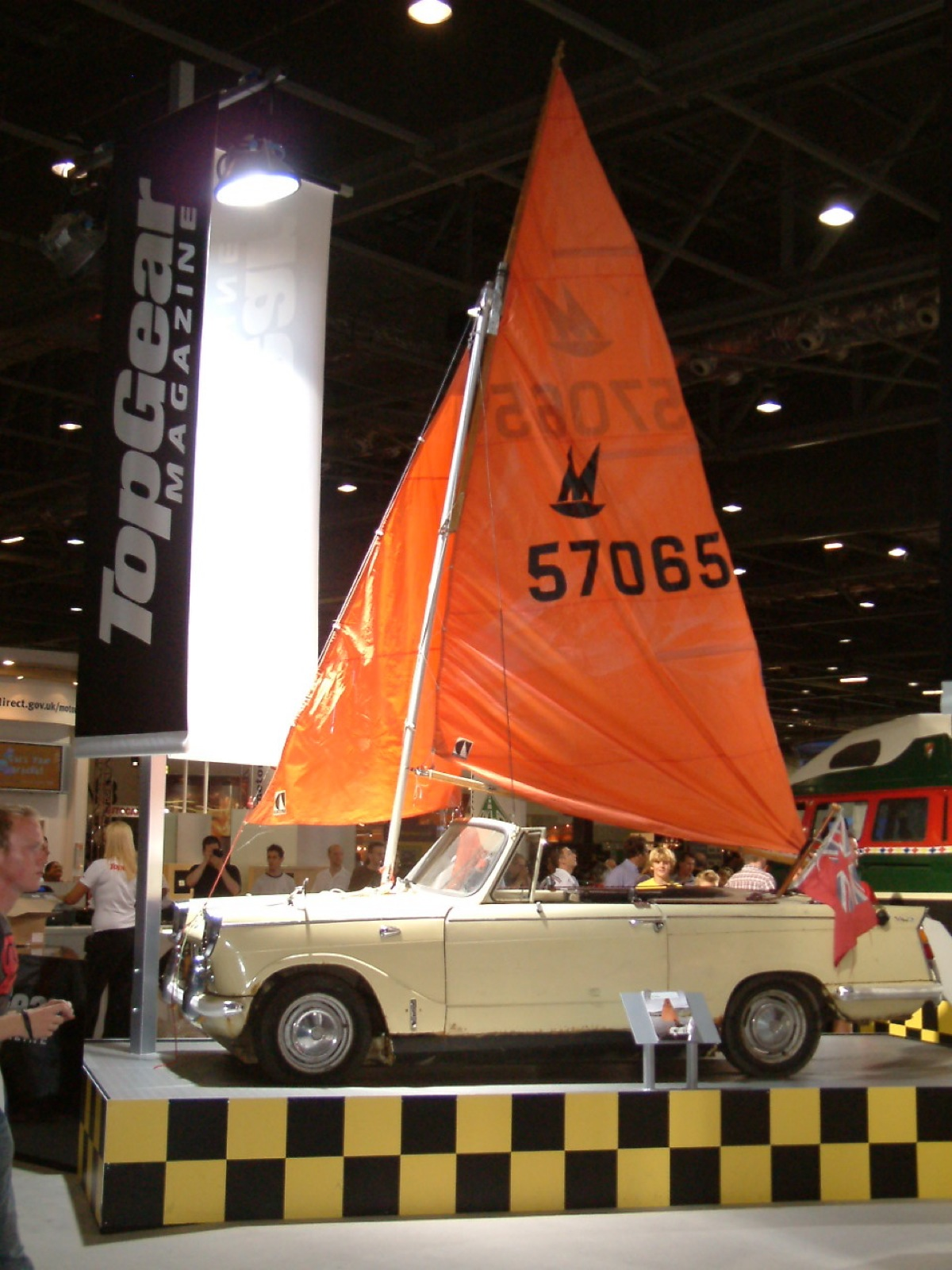
Ett av många udda fordon som skapats av programledarna på Top Gear, en amfibiegående segelförsedd Triumph Herald.

### "Powerlaps"
Clarkson, Hammond och May turas om att provköra nya, aktuella bilar som sedan körs runt testbanan så snabbt som möjligt av den hemlige testföraren The Stig. Varvet körs på tid och sätts sedan upp på en topplista över de snabbaste bilarna runt banan, skild från topplistan för gäster.
Den snabbaste bilen The Stig har kört ett så kallat "Powerlap" på är en Renault F1-bil på tiden 59 sek, men eftersom endast väglagliga bilar är tillåtna på topplistan räknades inte den tiden. Samma sak gällde även med GT-bilarna Aston Martin DBR9 och Caparo T1 som båda skulle ha tagit förstaplatsen om de hade varit väglagliga. Volvos C30 PCP visades i programmet och fick mycket bra omdöme men fick aldrig chansen i ett powerlap då det var en prototyp och inte en serieproducerad bil.
Top Gear sänds i Sverige på TV6, BritBox och Pluto TV.

### Övriga inslag
- The Cool Wall där Clarkson och Hammond listar hur spektakulära bilar är på skalan Seriously uncool,  Uncool, Cool och Sub Zero.
- Recensioner av olika bilar, oftast med en lite udda ingångsvinkel.
- Ett par minuter in på varje avsnitt har de ett nyhetssegment där de berättar om nyheter i bilindustrin. Diskussionerna som uppstår leder ofta iväg dem långt ifrån det ursprungliga samtalsämnet.

## Richard Hammonds krasch
I september 2006 råkade programledaren Richard Hammond ut för en allvarlig olycka när han testade en jetdriven dragster. Han körde i över 450 km/h när högra framhjulet fick punktering och bilen slog runt. Hammond fick allvarliga huvudskador, men återhämtade sig. Redan i januari 2007 kunde han medverka i programmet igen och då visades även inslaget som hade spelats in när olyckan inträffade.

## Specialavsnitt
Det har sänts ett antal specialavsnitt av Top Gear, då det inte varit några recensioner eller någon "stjärna i en rimligt prissatt bil". Dessa går vanligen ut på att programledarna får ett uppdrag som de sedan utför under ett eller två avsnitt. Följande specialer har hittills producerats:
- Vinterolympiaden (Winter Olympics), säsong 7, avsnitt 7. Sändes i samband med de Olympiska spelen i Turin. Här beger sig programledarna till Lillehammer och testar på skidskytte, hastighetsåkning (på is), off-roadslalom, bob, ishockey och backhoppning; allt självklart anpassat för bilar.

- USA-special (US Special), säsong 9, avsnitt 3. Programledarna utreder om det är billigare att köpa en begagnad bil att utforska den amerikanska södern än att hyra en bil. De har en budget på $ 1000 och skall i slutet av avsnittet försöka sälja dessa i New Orleans. Starten går i Miami och det är där de köper bilarna på plats.

- Polarspecial (Polar Special), sändes mellan säsong 9 och 10.  Programledarna tävlar om vem som först kan komma från Resolute till 1996 års magnetiska nordpol. Richard Hammond åker i ett hundspann tillsammans med upptäcktsresanden och hundföraren Matty McNair. Jeremy och James åker i en, för expeditionen specialutrustad, Toyota Hilux double cab 3.0l diesel.

- Botswanaspecial (Botswana Special) Säsong 10, avsnitt 4. Killarna korsar Botswana från den Zimbabwiska till den Namibiska gränsen i varsin tvåhjulsdriven bil som ej var avsedd för off-roadanvändning för max £1500.

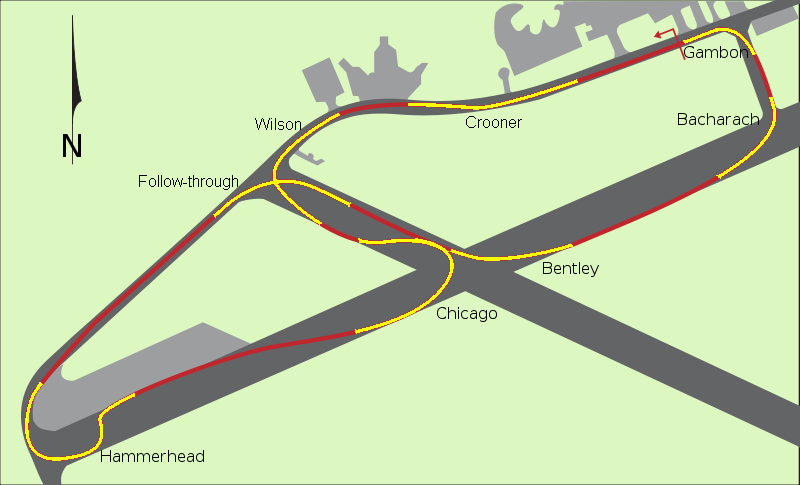
Översikt av Top Gears testbana på Dunfold Aerodome

- Översikt av Top Gears testbana på Dunfold AerodomeVietnamspecial (Vietnam Special), säsong 12, avsnitt 8. Killarna får i uppdrag att åka från Ho Chi Minh City (f.d Saigon) till Ha Long utanför Hanoi. För att klara uppdraget får de en skokartong var innehållandes þ 15 000 000, vilket de först trodde skulle räcka långt, men sedan visade sig motsvara tusen amerikanska dollar. Det slutar med att de, till Hammonds och Mays förtjusning och Clarksons förtret, åker på varsin motorcykel.

- Boliviaspecial (Bolivia Special), säsong 14, avsnitt 6. Jeremy, James och Richard ska ta sig 160 mil (1 000 miles) från amazonasfloden i Bolivias regnskog till Chiles stillahavskust med hjälp av var sin fyrhjulsdriven bil de köpt på nätet för max £ 3 500.

- Mellanösternspecial (Middle East Special), julspecial, säsong 16. Programledarna skall återskapa de tre vise männens resa genom att ta sig från en militärbas i norra Irak till Betlehem i var sin tvåsitsig kabriolet som de köpt i Georgien (eftersom Israel inte släpper in bilar från de angränsande länderna) för max £3 500.

- Indienspecial (India Special) julspecial, säsong 17, avsnitt 7. Uppdraget gick ut på att de skulle bege sig till Indien på ett handelsuppdrag för att återupprätta de förr så starka handelsbanden mellan Storbritannien och Indien. De skall ta sig från Mumbai till den kinesiska gränsen vid Shipki La.

- Afrikaspecial (Africa Special), säsong 19, avsnitt 6 och 7. I detta tvådelade avsnitt skall programledarna hitta Nilens källa. Till sin hjälp har de varsin begagnad kombibil som de köpt hemma i Storbritannien för £ 1 500. De startar sin resa i en by på Ugandas landsbygd.

- Burmaspecial (Burma Special), säsong 21 avsnitt 6 och 7. I denna "julspecial" (sändes i 9 och 16 mars) skall Jeremy, James och Richard ta sig genom Burma över den thailändska gränsen till floden Kwai där de skall bygga en bro som de sedan skall kunna köra över med sina begagnade lastbilar som de köpt på plats i Burma. Tv-teamet var under inspelningarna av detta avsnitt ett av de första från väst som släpptes in i den inbördeskrigsdrabbade Shanprovinsen.

- Top Gear of the Pops sändes under Comic Reliefgalan i mars 2007 och var en blandning av Top Gear och det klassiska musikprogrammet Top of the Pops. Under programmet uppträdde olika brittiska band, samt Top Gears egna band bestående av Jeremy på trummor, Richard på bas och James på keyboard, samt The Darknesssångaren Justin Hawkins på sång.

- Top Ground Gear Force var en del av Sports Reliefgalan 2008. I denna special blandades Top Gear med trädgårdsprogrammet Ground Force. Avsnittet gick ut på att göra om den brittiske roddaren Steve Redgraves trädgård, vilket självklart är som uppgjort för katastrof.

## Sverige (svenska bilar)
- De svenska extremsportarna i snöskoter Daniel Bodin och Dan Lang medverkade i avsnitt 5 från säsong 15, där de utmanas av Richard Hammond[9].
- I Afrikaspecialen (Africa Special), säsong 19 avsnitt 6 och 7 använder sig James av en Volvo 850.
- Koenigsegg CCX låg etta på programmets Powerlaps under två års tid.
- Koenigsegg Agera vann år 2010 priset Hypercar of the Year Award.
- Volvo S60R var med i säsong 2, då Volvo sagt att den är en rival till BMW M3. Programledarna tyckte dock inte att detta stämde.
- Avsnitt 5 i säsong 18 har en kort historia om Saab efter bilföretagets konkurs.
- I ett specialavsnitt från 2012 döpt The Worst Car in the History of the World (ungefär: den sämsta bilen i världshistorien) nämns Saab 900 för dess Sensonic.
- I ett avsnitt när killarna ska bygga limousiner av helt vanliga bilar bygger James en limousin av fronten på en Saab 9000 och fronten på en Alfa Romeo.

## Internationella versioner
Austalien, Ryssland, USA, Sydkorea, Kina, Frankrike, Italien och Sverige har på senare år producerat egna versioner av den brittiska förlagan Top Gear. Top Gear Sverige hade premiär 15 juni 2020 på Dplay (numera Discovery+). Den första säsongen leddes av Adam Alsing, Marko "Markoolio" Lehtosalo och Tony Rickardsson.